# Тудораке, Ольга

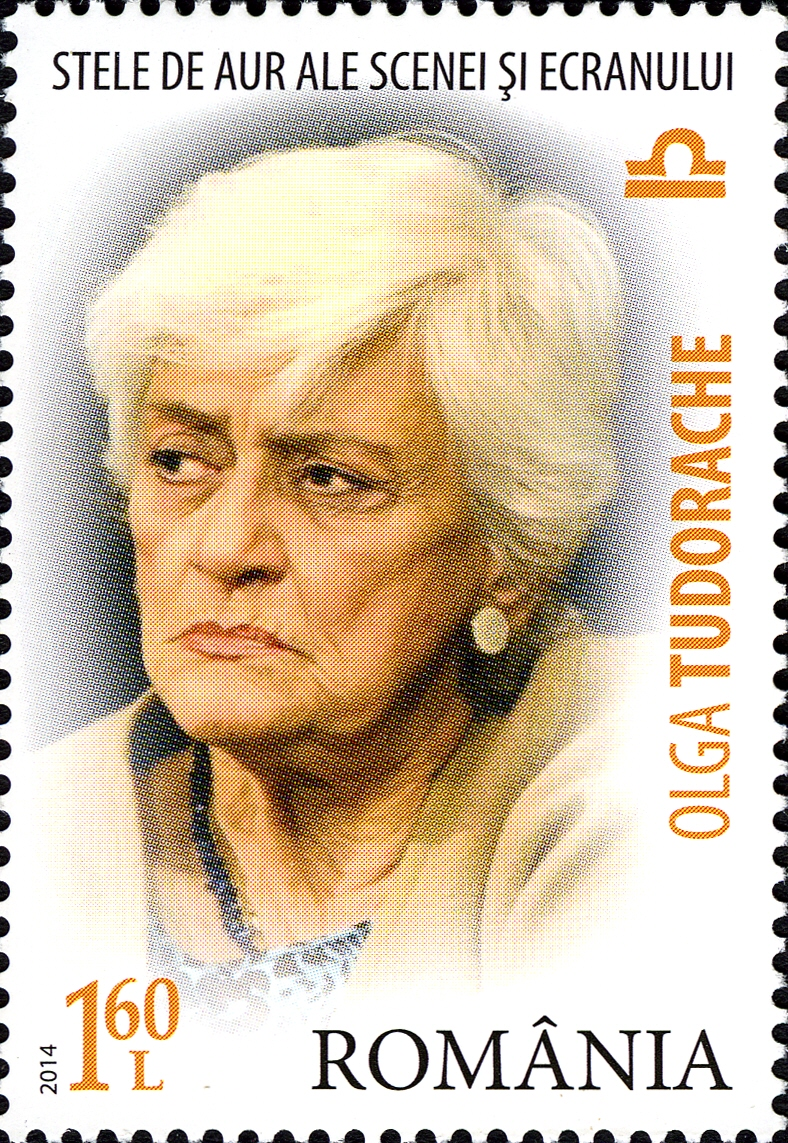
Ольга Тудораке на почтовой марке Румынии 2014 г.

Ольга Тудораке (рум. Olga Tudorache; 11 октября 1929, Ойтуз, Бакэу — 18 октября 2017, Бухарест) — румынская актриса театра и кино, педагог, профессор Национального университета театра и кино «И. Л. Караджале» (с 1990).

## Биография
В 1951 году окончила Бухарестский театральный институт (ныне Национальный университет театра и кино «И. Л. Караджале»), работала в Молодёжном театре (до 1966), Театре имени Константина Ноттара, Малом театре (до 1978), Национальном театре в Бухаресте и других.
С 1976 года преподавала курс актёрского мастерства в Институте театра и кино «И. Л. Караджале», где подготовила шесть поколений актёров.
Сыграла более 70 ролей, среди которых роль Антигоны в одноимённой пьесе Софокла, Клеопатры в «Антонии и Клеопатре» Шекспира, Маши в «Живом трупе» Л. Толстого, Вали в «Воробьёвы горы» Алексея Симукова, Галину Сергеевну в «Годы странствий» А. Арбузова, комиссара в «Оптимистическая трагедия» Вс. Вишневского, в пьесах по произведениям Эжена Ионеско, Ч. Диккенса, К. Петреску, Н. Бараташвили, А. Фадеева, П. Когоута, С. Мрожека, У. Гибсона, М. Садовяну и других.
Снималась в кино, сыграла в более чем в 30 фильмах, в том числе «Тудор» (1962), «Месть гайдуков» (1968), «Бедный Иоаниде» (1979), «Незабываемое лето» (1994), «Фараон» (2004) и др.
На протяжении карьеры Ольга Тудораке была удостоена многочисленных премий и наград.

## Награды
- Великий офицер ордена Звезды Румынии (2000)
- Большой крест ордена «За верную службу» (2006)[3]
- Орден Труда III степени (1964)[4]
- Королевская медаль «Nihil Sine Deo» («Ничто без Бога»)
- Премия Союза кинематографистов Румыния (1992)
- Премия за творческую деятельность, UNITER Awards Gala (1995)
- Диплом Opera Omnia Союза кинопроизводителей (1996)
- Премия критиков за лучшую женскую роль (1997)
- Премия UNITER Awards Gala за лучшую женскую роль (1995)
- Почётный диплом артиста румынского кино (2001)
- Почётный гражданин Бухареста (2000)[5]

## Избранная фильмография
- 1955 — Наш директор / Directorul nostru
- 1957 — Счастливая мельница / La 'Moara cu noroc'
- 1959 — Тайна шифра / Secretul cifrului
- 1962 — Тудор / Tudor — Гырбя
- 1967 — Месть гайдуков / Razbunarea haiducilor — тётушка Гариклея
- 1968 — Похищение девушек /Rapirea fecioarelor
- 1970 — Михай Храбрый / Mihai Viteazul — мать Михая Храброго
- 1975 — Мастодонт / Mastodontul — Гортензия
- 1979 — Мгновение / Clipa
- 1979 — Пророк, золото и трансильванцы — одна из жен «пророка», мать Иисуса Навина
- 1994 — Незабываемое лето — Ворворяну
- 1996 — Капитан Конан / Capitaine Conan
- 2004 — Магнат / Magnatul — Лала